# Wisconsin International Raceway
Der Wisconsin International Raceway ist ein Motorsportpark in Outagamie County im US-Bundesstaat Wisconsin, der eine Oval-Rennstrecke, einen Dragway und eine Enduro Rennstrecke umfasst.

## Geschichte

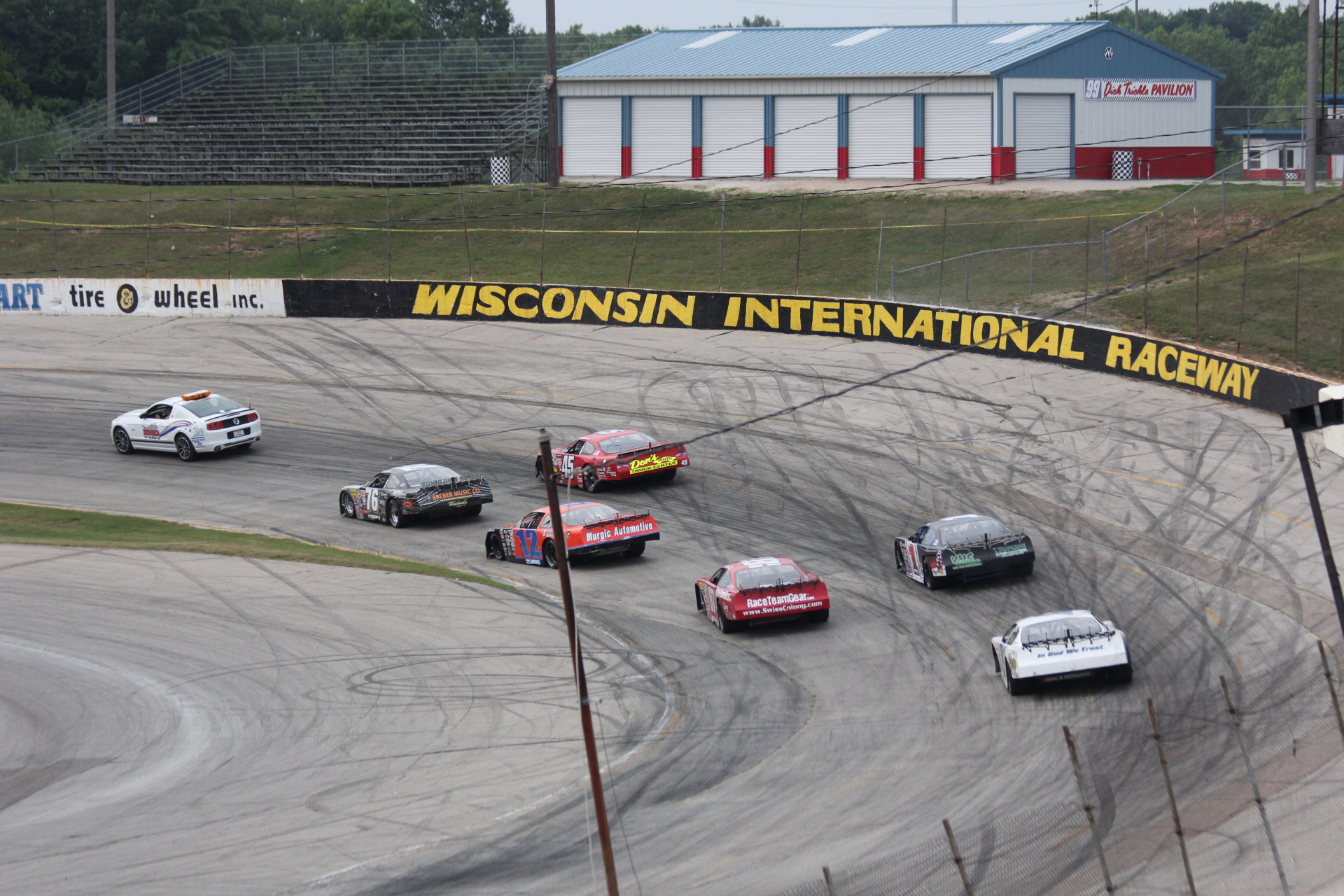
Rennen der ARCA Midwest Tour auf der Strecke.

Die Rennstrecke wurde am 30. Mai 1964 unter dem Namen "KK Sports Arena" eröffnet. Damals war der Kurs noch ein Dirt-Track. 1965 eröffnete der Drag-Strip, der Ovalkurs wurde 1968 asphaltiert.
Aufgrund verschiedener finanzieller Probleme ging der Kurs 1970 bankrott und musste schließen. Im Folgejahr wurde die Anlage jedoch verkauft und wurde in Wisconsin International Raceway umbenannt. Ab 1972 wurden auf der Strecke im Sommer Late-Model-Rennen ausgetragen.
Nachdem jahrelang die American Speed Association ein Rennen auf der Rennstrecke austrug, wurde dieses inzwischen Teil der ARCA Midwest Tour, wo es zu den wichtigsten Rennen der Saison zählt. Von 1998 bis 2004 war das Rennen ebenfalls Teil der NASCAR Midwest Series. 1993 wurde ebenfalls zum ersten Mal ein sogenanntes „Eve of Destruction“ statt, das seitdem jährlich ausgetragen wird. Es beinhaltet Stunts und diverse andere Rennen, wie zum Beispiel Figure-8-Rennen. 2017 kam es beim Eve zu einem Unfall, der dem Rennfahrer Jeff Wohlrabe das Leben kostete, als es in der Kreuzung zu einer Kollision mit einem anderen Rennwagen kam.

## Die Rennstrecke
Der Kurs ist ein D-förmiges Dog-Leg Oval mit 5 Kurven und kann als halb oder Viertelmeile gefahren werden. Die Anlage beinhaltet auch einen Dragstrip, welcher einer der drei einzigen in Wisconsin ist. Neben der Strecke steht ein Pavillon, benannt nach dem früheren NASCAR-Fahrer Dick Trickle. Nördlich des Dragways schließt sich eine Endurostrecke an.